# Nicolas Loufrani
Nicolas Loufrani (født 17. december 1971 i Neuilly-sur-Seine, France) er administrerende direktør (CEO) i the Smiley Company, der ejer varemærke- og ophavsrettighederne til navnet og Smiley-ansigtet i mere end 100 lande.